# Isfara (město)
Isfara (tádžicky Исфара, rusky Исфара, persky اسفره‎) je město v Sogdijském vilájetu v Tádžikistánu. Bylo původně i městem okresním.

## Poloha a přírodní poměry

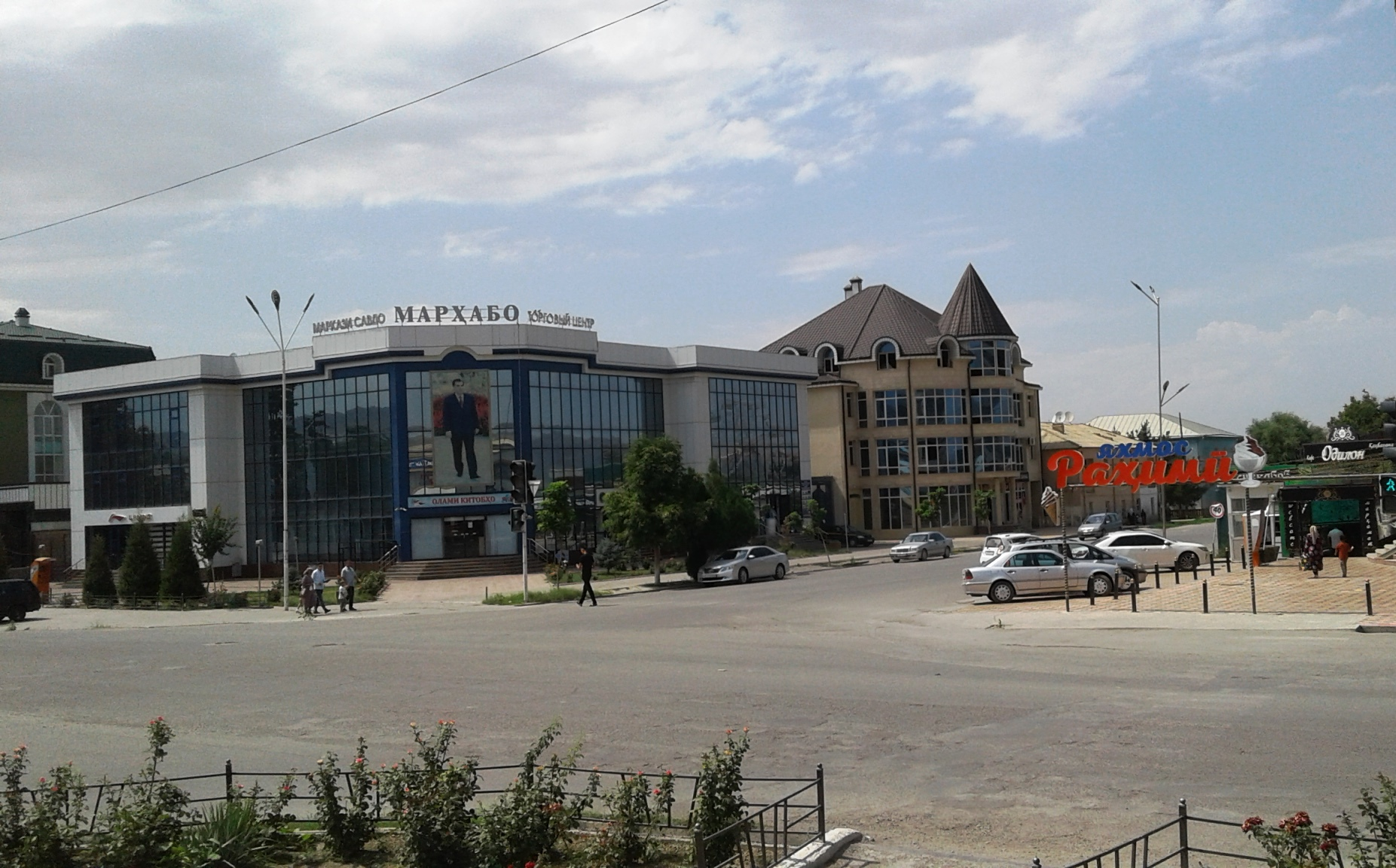
Obchodní dům v Isfaře.

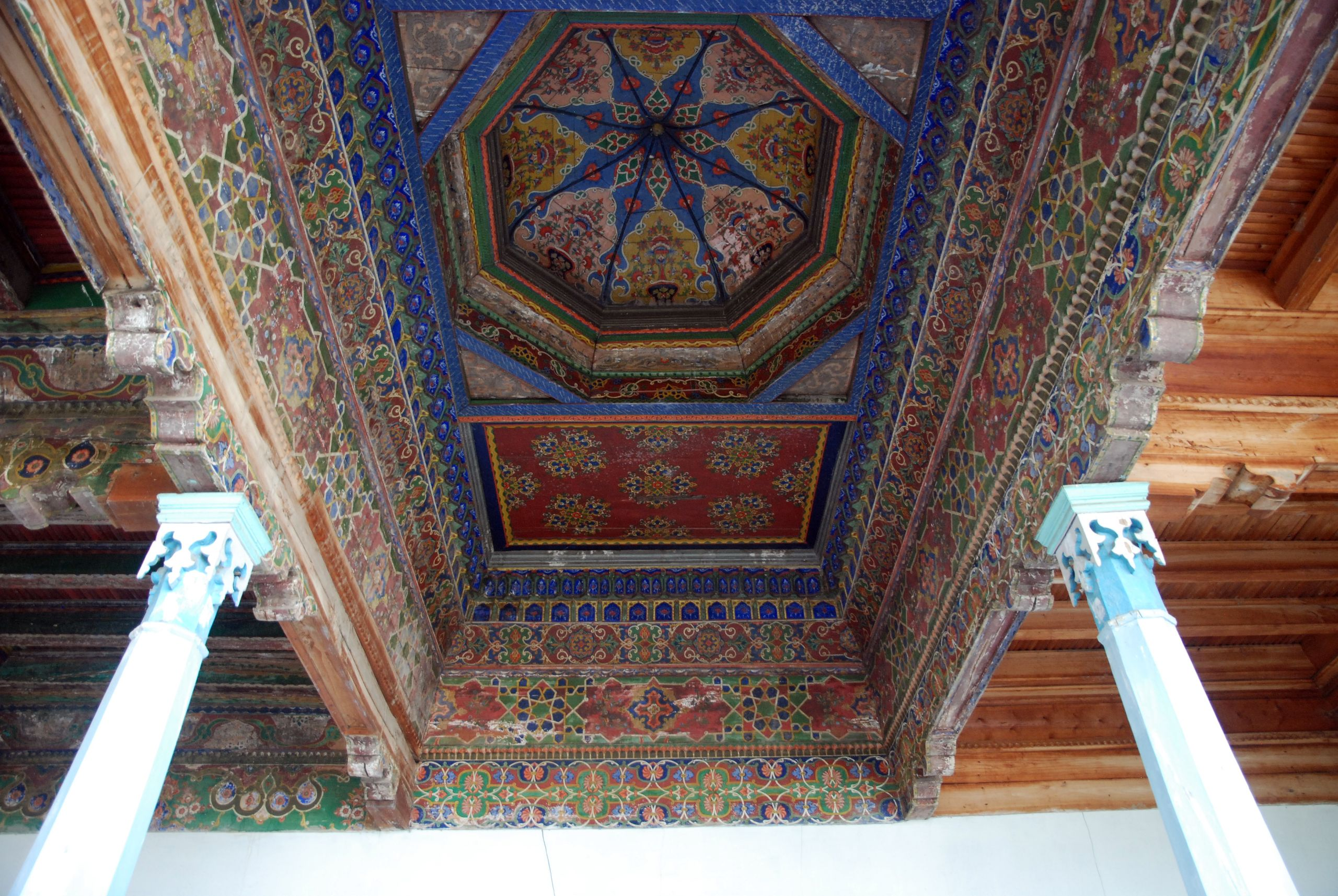
Strop tradičního domu.

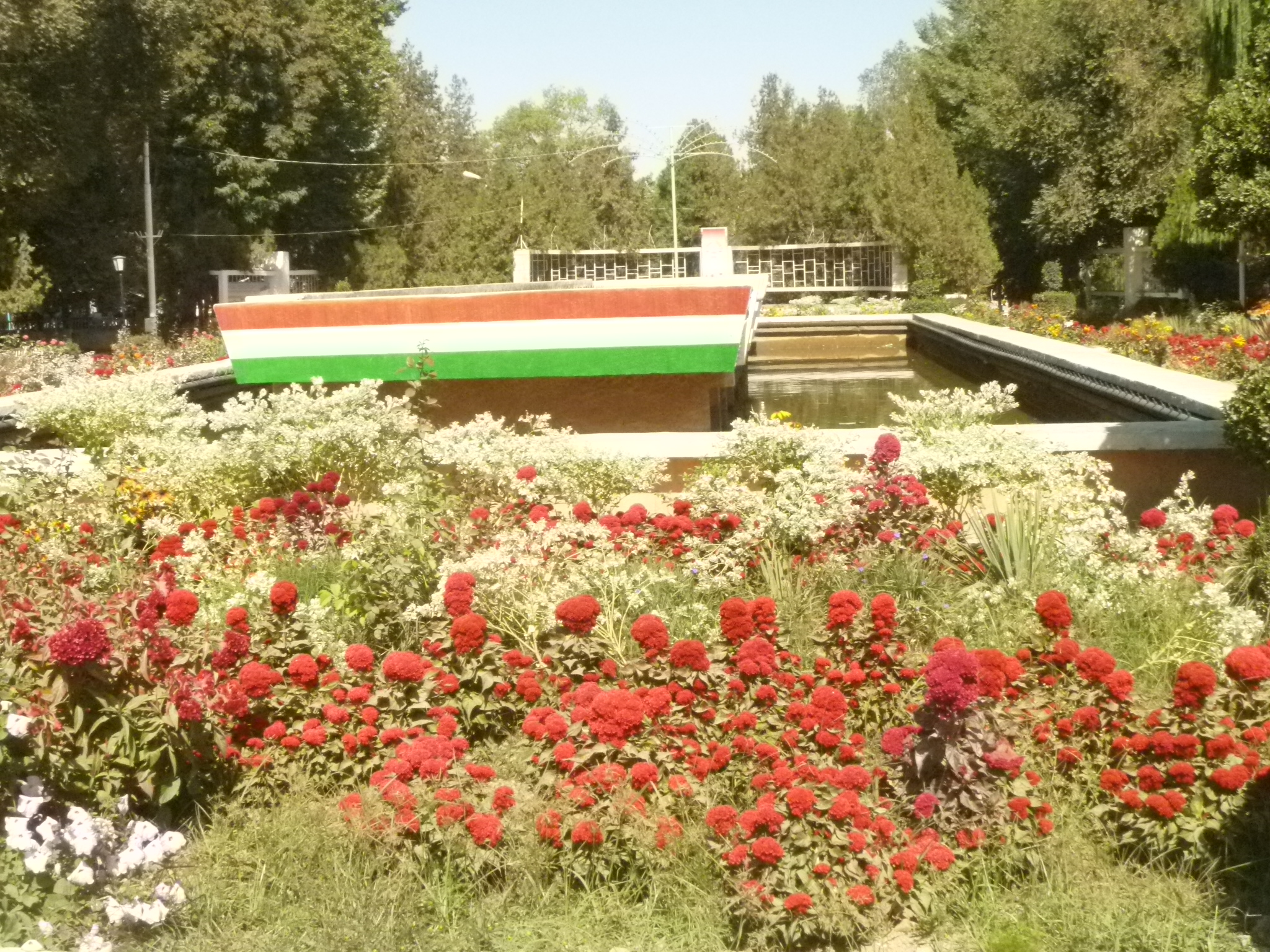
Park v Isfaře.

Isfara se nachází na úpatí Turkestánského hřbetu. Město leží v severním cípu země, blízko hranice s Kyrgyzstánem. S ním také probíhají územní spory o některá území v okolí města. Leží v nadmořské výšce 863 metrů. Protéká tudy stejnojmenná řeka.
Průměrná teplota zde činí −7 °C v lednu a 25 °C v červenci. Ročně spadne v průměru 200 milimetrů srážek.

## Historie
První písemná zmínka o sídle pochází z 10. století z historické kroniky al-Tabarího. V 12. století se zde narodil básník Saifi Isfarangi, dodnes mu stojí v centru Isfary socha. Považována je za jedno z nejstarších měst v regionu. Je zmiňována pod různými názvy – Asbara, Asprakha, Istpari, Istfaro, Ispara.
První, kdo si zmínil Isfaru jako město byl mughalský vládce Bábur. Ten velmi pozitivně oceňoval místní sady a pěstované ovoce, především potom mandle. V 16. století zde vznikla řada mešit a medres. V století osmnáctém zde sídlil chán z Koqandu, který válčil s Bucharou. Během konfliktů byla zničena řada historicky cenných staveb ve městě.
Na konci 19. století a začátku 20. století se začala rozvíjet především jako centrum potravinářské produkce v oblasti Turkestánu, který byl tehdy pod nadvládou carského Ruska. V říjnu 1929 vstoupila do Tádžické SSR jako součást chudžandského okresu. V téže době byly diskutovány hranice mezi Tádžickou a Kyrzyzskou republikou v rámci SSSR. Měla být ustanovena komise, která měla hranice přes sporná území vytyčit a spor ukončit.
V roce 1927 se zde uskutečnila rozsáhlá kampaň za práva a gramotnost žen.
Roku 1932 sem byla zavedena železnice. Impulzem byla těžba roky v okolí (např. ve vesnici Něftěabad).
Po druhé světové válce zde byl iniciován ekonomický rozvoj, který měl podobu vzniku továrny na elektromagnety. Dokončena byla na počátku 60. let 20. století. Hydrometalurgický kombinát přilákal zaměstnance až Ukrajiny a Ruska. Otevřeno bylo také letiště. Jeho provoz byl nicméně dotován a po rozpadu Sovětského svazu bylo uzavřeno. V roce 1959 získala Isfara statut města.
Dne 31. ledna 1977 zasáhlo město zemětřesení, které mělo epicentrum v nedaleké vesnici Solněčnyj. Zemětřesení zničilo velké množství domů. Sovětská armáda byla povolána na místo, aby zajistila jeho obnovu, jednalo se především o vojenské stavitele. Zemětřesení donutilo tehdejšího ruského režiséra Andreje Tarkovského změnit místo pro natáčení filmu Stalker, který měl původně vzniknout právě zde.
V roce 1989 zde vypukly etnické střety s nedalekým Kyrgyzstánem. Důvodem sporu bylo využití vody a půdy. V květnu 1991 se mělo uskutečnit setkání prezidentů obou od Sovětského svazu odtrhávajících se republik, to se ale nekonalo.
Podle tádžických tiskových agentur trpělo město v září 2022 pohraničními střety se sousedním Kyrgyzstánem. Jeho armáda město ostřelovala a zemřelo 11 osob.
V 21. století probíhala modernizace města úpravou hlavní ulice (Markazi), kde vyrostlo několik výškových budov a ukázkově upravených parků. Staví se také nové obchodní domy. Na zmíněné třídě stojí také Hotel Isfara, budova radnice a další významnější objekty. Z hlediska hospodářského rozvoje zde vznikly nové podniky na výrobu limonád a sušení ovoce. Roku 2020 byla otevřena továrna na boty, do které investovalo Rusko.

## Kultura a pamětihodnosti
V Isfaře stojí Dům kultury, a to na hlavní třídě (Markazi).
Zhruba 20 km jižně od města se nachází vesnice Čorku, kde je mauzoleum Hazrátí Šáha, postaveno bylo ze dřeva a vzniklo v 8. století. Je unikátní stavbou svého typu ve střední Asii.
Středem města je obří tržiště, na křižovatce před ním je umístěna velká socha broskve.
Z náboženských staveb zde stojí mešita Umari Odir, v jižní části Isfary. Ve společenském životě místních mají ale velký význam čajovny.

## Ekonomika
Ve městě se nachází zhruba 20 průmyslových podniků. Vyrábí se zde elektrické součástky, chemické výrobky, stavební materiály a potraviny. Rozšířené jsou sady v okolí města a pěstují se hlavně broskve. Je známé v celém Tádžikistánu jako centrum pěstování ovoce a zeleniny. Těm je vyčleněna plocha 13 tisíc hektarů v okolí Isfary.
V okolí města jsou ložiska uhlí a železné rudy, které byly využívány od dob středověku. Ruda byla dovážena až do Bagdádu.

## Doprava
Do Isfary vede železniční trať z Chudžandu a prochází dále na jih do města Surab na hranici s Kyrgyzstánem. Trať má význam hlavně pro nákladní dopravu. Železniční stanice leží severně od středu města.

## Sport
Na západním okraji města stojí stadion Zarbdor, též také Centrální stadion (fotbalový).